# Hayden Peak
Hayden Peak je hora v západní části pohoří Uinta Mountains v okrese Summit County ve státě Utah ve Spojených státech amerických. Hora je domovem pro různé druhy zvířat, mezi něž patří kamzík bělák, pika a mnoho druhů rostlin. Svůj název hora dostala po americkém geologovi Ferdinandu Haydenovi.